# Jamnica
Jamnica plus d.o.o. hrvatsko je društvo s ograničenom odgovornošću za proizvodnju mineralne vode, drugih flaširanih voda te osvježavajućih pića osnovano 18. listopada 1828. godine, a danas posluje kao dio Grupe pića, organizacijske divizije unutar Fortenova grupe.  
Ulaganjima u modernizaciju, razvoj i nove tehnologije, Grupa pića došla je do pozicije jednog od najmodernijih europskih proizvođača prirodnih mineralnih voda i osvježavajućih pića s ukupnom godišnjom proizvodnjom većom od 600 milijuna litara što je čini najvećim proizvođačem u ovom dijelu Europe. U sastavu Jamnice plus d.o.o. su punionica Jamnica u Pisarovini, punionica Jana u Gorici Svetojanskoj nedaleko Jastrebarskog. Jamnica plus od 2020. posluje u sklopu Grupe pića Fortenova grupe, a Grupu pića, uz Jamnicu plus, čine još i Sarajevski kiseljak d.o.o. u BiH, Mg Mivela d.o.o. u Srbiji, Jamnica mineralna voda d.o.o. u Sloveniji i Jamnica Water Kft. u Mađarskoj.
Jamnica plus, odnosno Grupa pića nudi široku paletu brendova kao što su Jamnica, Botanica, Sarajevski kiseljak, Mg Mivela, Jana, Jana Ice Tea, Jana vitamin, Jana s okusom voća, Sara, ProSport, ProGame, Sensation, Sky Cola, Barts i Toco.

## Povijest
Tradicija Jamnice seže još u 18. stoljeće kada je 1772. godine carica Marija Terezija dala uzorke Jamnice na kemijsku analizu te je iste godine ona uvrštena u registar mineralnih voda. 1823. godine ljekarnik Josip Mikšić izvršio je prvu kvantitativnu znanstvenu analizu Jamničke kiselice.
18. listopada 1828. započinje komercijalno korištenje Jamnice te su napunjene prve boce namijenjene tržištu. Taj datum se i danas obilježava kao dan Jamnice. 1830. u Jamnici je započelo s radom kupalište i lječilište koje će biti u funkciji sve do 1870. godine. 1852. godine izgrađena je nova zgrada lječilišta, rad poznatog zagrebačkog graditelja Janka Jambrišaka.

Tijekom 1863. i 1864. u lječilištu je boravio biskup Josip Juraj Strossmayer. Također su navraćali i hrvatski političar Ante Starčević i hrvatski pisac August Harambašić, koji je tada napisao najpoznatiji slogan:
Krajem 19. stoljeća Jamnica je prodana Vilimu Lovrenčiću koji je 1899. godine modernizirao punionicu i organizirao prodaju. 1926. godine vrelo kupuju gđe Mira Vrbanić i Margita Rottenbucher. 1932. godine sagrađeno je novo modernizirano crpilište.
Jamnička kiselica kontinuirano se proizvodila sve do 2. svjetskog rata kada proizvodnja zamire. 1961. godine obnavlja se proizvodnja, a izvore preuzima Agrokombinat iz Zagreba. 1962. godine buši se novo vrelo Jamnica 62. Tijekom 1964. godine punionica je modernizirana te su postavljene dvije automatske linije. 1. kolovoza 1967. poduzeće Marijan Badel kupuje od Agrokombinata pogon mineralne vode Jamnička kiselica. 1973. godine izbušeno je novo vrelo – Janino vrelo. 1978. godine otvorena je nova punionica u Jamničkoj kiselici, te je iste godine 30. prosinca bila napunjena 50-milijunta boca prirodne mineralne vode
U svibnju 1982. proizvodni program je proširen novim niskokaloričnim pićima na bazi mineralne vode pod nazivom Jana u dva osvježavajuća okusa: limun i naranča. 1986. godine na tržište izlazi novi napitak na bazi mineralne vode Sprint tonic koji se preporučao sportašima i svima koji su izloženi dodatnom tjelesnom naporu.
Od 1990. godine Jamnica posluje kao samostalna tvrtka. 7. listopada 1991. godine punionica je granatirana, te su u ratnom razaranju do srpnja 1992. godine stradali gospodarski objekti, linije za punjenje mineralne vode, ambalaža i gotovi proizvodi.
28. prosinca 1992. godine izvršena je pretvorba poduzeća u dioničko društvo, čiji je većinski vlasnik postao Agrokor d.d. koji je započeo s obnovom pogona.
Tijekom 1993. godine investirano je u tri najsuvremenije linije, nabavljena su teretna vozila i viličari, te su organizirani distribucijski centri u Zagrebu, Splitu, Rijeci i Osijeku i uveden novi koncept kapilarne prodaje. 10. rujna 1993. godine Jamnica je granatirana po drugi put u Domovinskom ratu.
U srpnju 1994. godine puštena je u pogon nova linija za punjenje. Počelo je punjenje Jamnice u originalnu PET bocu od 1,5 litre. U kolovozu 1995. godine je započela proizvodnja negazirane mineralne vode Jamnica, a u prosincu su redizajnirane etikete i promijenjen logotip tvrtke. U srpnju 1996. godine započelo je punjenje proizvoda Jamnice u PET boce od 0,5 litre.
Od 1998., kupovinom vlasničkog udjela u Mladini d.d., Jamnica je prisutna i u segmentu proizvodnje vina.
U svibnju 1999. godine u pogon je puštena nova punionica sokova u Jastrebarskom te Jamnica na tržište lansira prirodne voćne sokove Juicy.
2000. godine Jamnica d.d. postala je većinski vlasnik Sarajevskog kiseljaka, najveće i najmodernije tvornice mineralne vode u Bosni i Hercegovini s bogatom poviješću i tradicijom.
18. srpnja 2002. Jamnica započinje s komercijalnom proizvodnjom prirodne izvorske vode Jane, a u prosincu je počela proizvodnja osvježavajućih napitaka Juicy fruits, te voćnih sokova TO.
U srpnju 2004. godine Jamnica postaje većinski vlasnik punionice mineralne vode Fonyodi u Mađarskoj.
2007. godine Jamnica izlaz na tržište sa staklenom bocom od 1 l zajedno s novom rasklopivom nosiljkom koja je bila novost na hrvatskom tržištu. 
20. ožujka 2008. iz Jamnice stiže "velika četvorka" funkcionalnih napitaka Smart (Smart Antiox, Smart Active, Smart Snack i Smart Fit). U kolovozu iste godine, Jamnica izlazi na tržište s novim proizvodima na bazi prirodne mineralne vode: aromatizirana mineralna voda Jamnica Sensation u dva okusa limun-limeta i mandarina-mapo, te također s novim proizvodom, izotonični napitak Jamnica Pro Sport. 28. listopada 2008. Jamnica je obilježila 180 godina postojanja. 2009. godine Jamnica širi svoje poslovanje postajući većinski vlasnik punionice Mg Mivela u Srbiji.
Ulaskom Hrvatske u Europsku Uniju 2013. Jana je kategorizirana kao prirodna negazirana mineralna voda čime je postala jedina hrvatska voda koja je bila službeno registrirana na popisu Europske komisije.
Usklađivanjem s Direktivom EU-a, 2023. godine Jamnica je uvela spojeni čep koji olakšava recikliranje cijelog pakiranja jer osigurava da čepovi ostaju spojeni s bocom umjesto da završe u okolišu. Uz Jamnicu, spojeni čepovi prisutni su na PET pakiranjima Sarajevskog kiseljaka, Sensationa, Sky Cole i Sare, pića koja su dio portfelja Jamnice.
Od 2019. Jamnica posluje unutar Fortenova grupe, a od 2020. godine zajedno sa Sarajevskim kiseljakom d.o.o., Mg Mivelom d.o.o., Jamnicom mineralna voda d.o.o. te Jamnicom Water Kft. čini Grupu pića Fortenova grupe.
Jamnica plus svoje proizvode izvozi u više od 20 zemalja diljem svijeta.

## Proizvodni pogoni

### Jana
Uz proizvodni pogon Jamnice u Pisarovini, kompanija Jamnica plus d.o.o. ima još jedan proizvodni pogon u Hrvatskoj točnije u Gorici Svetojanskoj u blizini Jastrebarskog gdje se puni Jana. Jana je brend negazirane prirodne mineralne vode i dio je portfelja kompanije Jamnica plus d.o.o., koja je dio Fortenova grupe. Jana se crpi iz 800 metara dubokog izvora Sveta Jana u Gorici Svetojanskoj. U tom se proizvodnom pogonu proizvode i ostala osvježavajuća pića:
- Jana voda s okusom[6]
- Jana vitamin[7]
- Jana Ice Tea[8]
- Toco[9]

## Vanjske poveznice
- Jamnica plus d.o.o.: Službena stranica  Arhivirana inačica izvorne stranice od 5. veljače 2020. (Wayback Machine)
  - Jana: Službena stranica
  - Jamnica: Službena stranica
  - Sensation: Službena stranica
  - Mg Mivela
  - Sky Cola  Arhivirana inačica izvorne stranice od 5. veljače 2020. (Wayback Machine)
  - Sarajevski kiseljak: Službena stranica
- Fortenova grupa: Službena stranica
- [neaktivna poveznica]